# HD 188753
HD 188753 è un sistema stellare triplo a circa 149 anni luce dal sistema solare, nella costellazione del Cigno.
Per poter scorgere la stella è necessario un binocolo o un telescopio.

## Sistema stellare

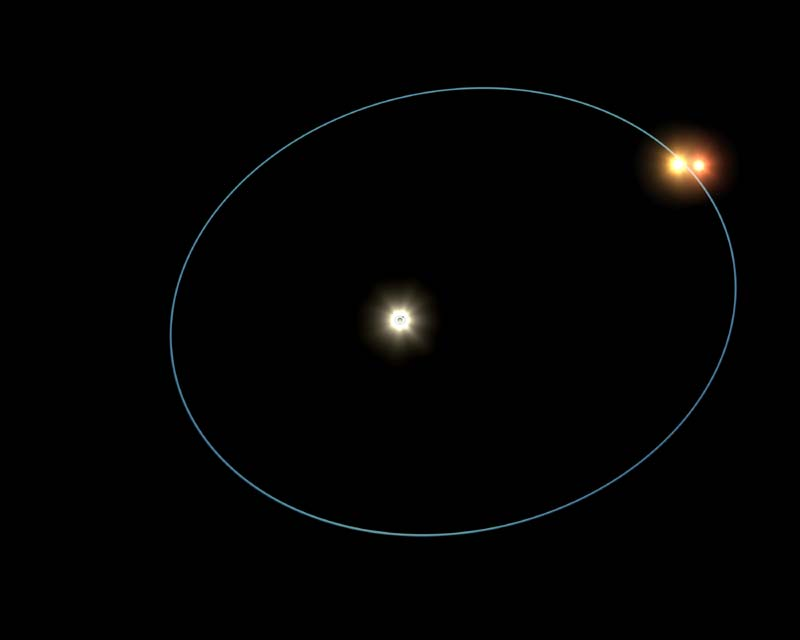
Schema orbitale del sistema di HD188753.

La stella principale, HD 188753A, è una stella del tipo G (nana gialla) avente una massa pari a 1,06 volte quella solare.
A una distanza di circa 12 UA si trova un'altra coppia di stelle che costituiscono la componente B che è una binaria spettroscopica le cui componenti sono denominate HD 188753 Ba e 188753 Bb, rispettivamente una nana arancione e una nana rossa. Queste due stelle hanno una massa complessiva pari a 1,6 volte quella solare, e orbitano attorno a HD 188753A, o meglio attorno al comune centro di massa, in un periodo di 25,6 anni. Ba e Bb invece orbitano una attorno all'altra in un periodo di 154,45 giorni, mentre i loro semiassi maggiori sono rispettivamente, per Ba e Bb, di 0,28 e 0,37 UA.

## Possibile sistema planetario
Nel 2005 venne scoperto HD 188753 Ab da parte dell'astronomo polacco Maciej Konacki usando i Telescopi Keck situati al Mauna Kea, alle Hawaii: il pianeta sarebbe stato un gigante gassoso che orbitava in 3,3 giorni attorno alla stella principale del sistema. Nel 2007 un gruppo di astronomi guidati da Eggenberger non confermarono l'esistenza del pianeta dopo i loro studi sulla velocità radiale della stella.